# Simplocaria frigida
Simplocaria frigida is een keversoort uit de familie pilkevers (Byrrhidae). De wetenschappelijke naam van de soort is voor het eerst geldig gepubliceerd in 1921 door Krogerus.